# Bullaun

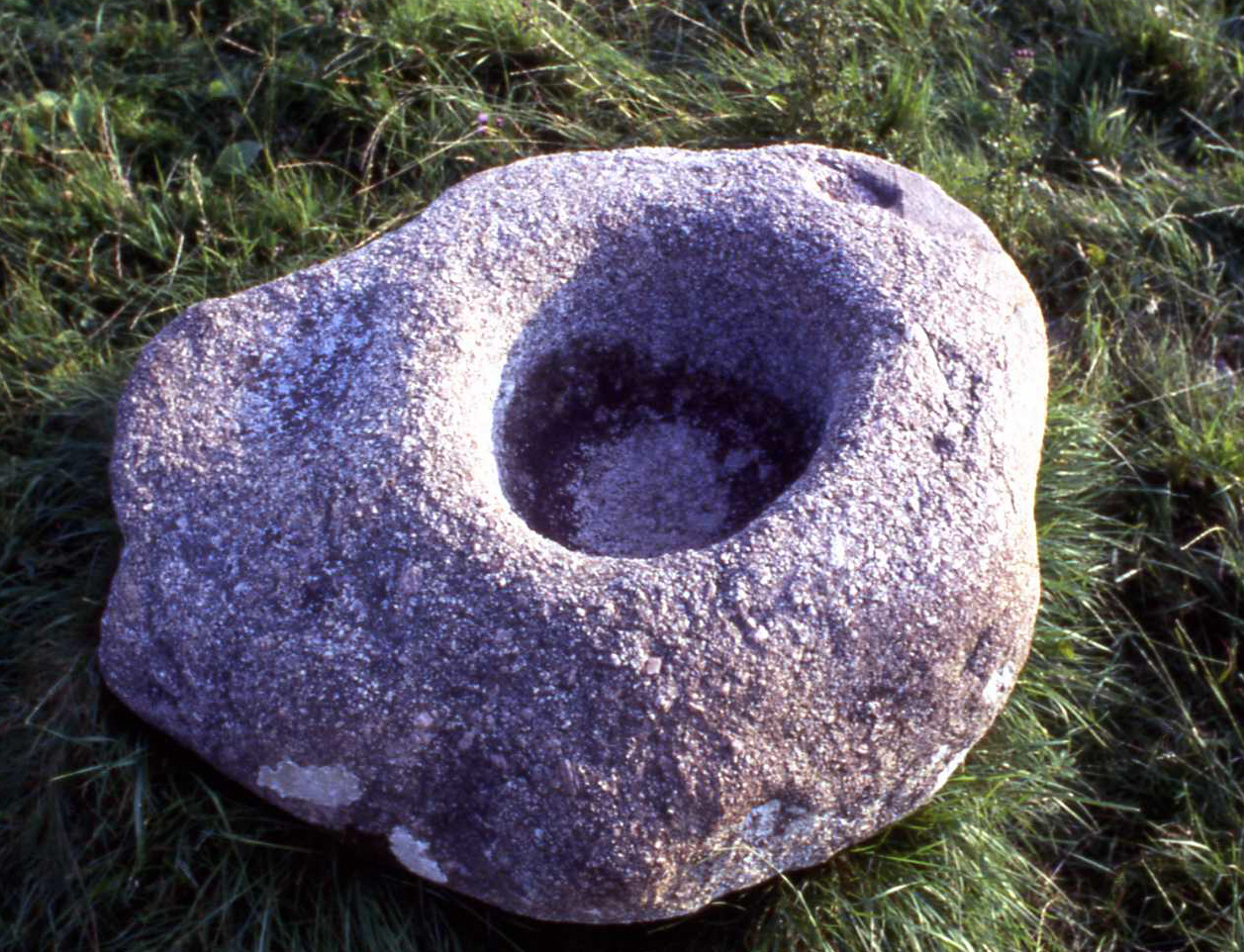
Der Bullaun Lydacan

Bullaun (irisch bullán oder bollán – von englisch bowl; oder französisch bol – dt. Schüssel) ist der irische Name für einen Steinbrocken oder tragbare Steine mit einem oder mehreren runden, von Menschenhand geformten Löchern. Sie werden manchmal als heilige Quellen angesprochen.

## Begriff
Ursprünglich bezeichnete ballân oder bullán in Connacht runde Löcher in Felsen, die oft mit Wasser gefüllt waren. Der Begriff steht auch für oder kleines Loch, Milchkanne oder Trinkgefäß. Frühe Antiquare verwendeten den Begriff lose, sei es für Schälchensteine, sei es für Steinschalen in Megalithgräbern. Im 19. Jahrhundert war der Begriff rock basin, also „Felsschale“, für die heute als Bullauns bezeichneten Gegenstände geläufiger.
Falkiner nahm an, dass Bullauns durch Gletscher entstanden und verweist auf seine diesbezüglichen Beobachtungen im Gletschergarten Luzern.
Corlett weist darauf hin, dass der Begriff Bullaun schlecht definiert ist und fordert eine Unterteilung in verschiedene Varianten, etwa bedrock mortar für Aushöhlungen in gewachsenen Fels und stone mortar für solche in tragbaren Einzelsteinen. Einzelne Bullauns haben auch konische Löcher.

## Andere Namensbedeutungen
- Nach Mills kann Bullaun einen runden Hügel bezeichnen, wie in dem Ortsnamen Ballán in Galway.[5]

- Bullaun ist der Name eines Dörfchens  bei Loughrea in der Grafschaft Galway.

## Zweck
Bullauns dienten zum Mahlen oder Zermalmen. Aushöhlungen im gewachsenen Fels dienten als Mörser Tragbare Steine mit runden Aushöhlungen können auch zum Zerkleinern von Erz gedient haben. Dies hält Corlett besonders bei Bullauns mit konischen Löchern für wahrscheinlich. Manchmal wird eine Verwendung von Bullauns als Taufbecken angenommen, Ray hält dies aber für unwahrscheinlich.
Collins nimmt unter Berufung auf volkskundliche Quellen an, dass einige Bullauns zur Verarbeitung von Stechginster dienten. Auch Farbstoffe könnten hier zerkleinert worden sein.
In Schottland wurden bis zum Ende des 19. Jahrhunderts ähnliche Steine als Getreidemörser benutzt.

## Datierung
Bullauns können prinzipiell aus jeder Zeitperiode stammen. Es ist unklar, auf wen die Datierung in die „heidnische Vorzeit“ zurückgeht. Bereits Falkiner lehnt sie als unbelegt ab und nimmt einen natürlichen Ursprung an.
Nach dem irischen Sites and Monuments Record datieren Bullauns vorwiegend ins Frühmittelalter, d. h. ins 5. bis 12. Jahrhundert.

## Fundstellen
Im irischen Denkmalregister sind 995 Bullauns verzeichnet, 95 in der nordirischen Liste, darunter sieben zweifelhafte.
Besonders zahlreich sind sie in der Provinz Leinster und dort in den Grafschaften Carlow (Busherstown) und Wicklow (Glendalough). In Glendalough selbst gibt es über 30 Bullauns. Im Burren werden sie unter anderem in Erdbefestigungen (caher) gefunden. Die Bullans in der Grafschaft Wicklow befinden sich fast alle im gewachsenen Granitfelsen.

### Frühchristliche Periode
Viele Bullauns wurden in der Nähe von frühchristlichen Kirchen und Klöstern gefunden und wurden daher vielleicht für religiöse Zwecke verwendet.
- Devenish Kloster
- Holy Island im Lough Derg (County Clare)

Ein Bullaun wird daher heute oft als Indiz für eine verschwundene Kirche betrachtet.

### Mehrfach-Bullauns

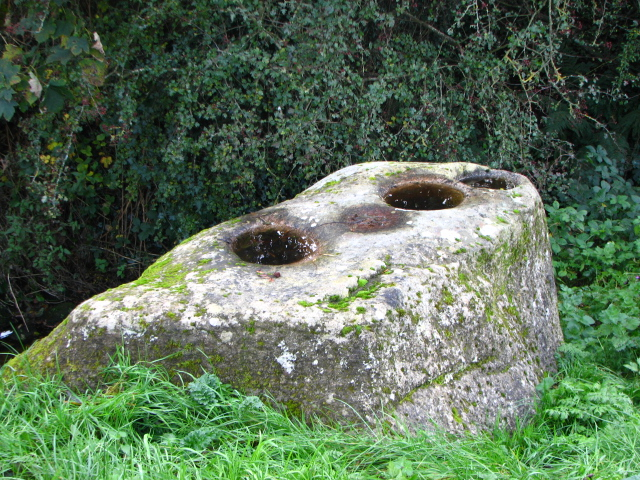
Dreifach-Bullaun von Clonmore, Grafschaft Carlow

Bullauns im gewachsenen Felsen können bis zu sechs Löcher haben.
- Doppelt-Bullaun in Park, Grafschaft Waterford.[16]
- St Mobhí, Rusheens, Grafschaft Mayo, Felsen mit drei runden Aushöhlungen in einer Reihe.[17]
- Dreifach-Bullaun in  einem gewachsenen Felsen in Rathdrum.[18]
- Dreifach-Bullaun in einem länglichen Felsen, Clonmore, County Carlow.
- Sechsfach Bullaun in Kilbeg.[19]
- „Ninehole Stone“ (OF017-018), Meelaghan townland, Co. Offaly, Felsen mit 10 Löchern.[10]
- Der Bullaun im St. Bridget's stone in Termon bei Blacklion, Kirchspiel von Killinagh in der Grafschaft Cavan hat neun runde Löcher mit Steinen darin, er wurde als Fluchstein verwendet.[20]

### Einzelbeispiele
In Killina westlich von Tullamore in der Grafschaft Offaly liegen nahe beieinander eine Heilige Quelle, ein Mass Rock und ein Bullaun. Bei der Kirche von Toureen Peacaun in der Grafschaft Tipperary umschließt der niedrige Steinkreis Beakan’s Cell mit vier Metern Durchmesser zwei Bullauns. Der größere ist unregelmäßig und scheint nicht zum Mahlen genutzt worden zu sein. Vor dem aufrechten Saint Brigid's Stone im County Laois liegt ein „Kneeling stone“, auf dem gekniet und gebetet wurde, bevor der Stein geküsst wurde.

## Verbreitung
Bullauns gibt es auch in England, Cornwall, Wales und Schottland, Frankreich (pierres à bassin oder pierre à cupule) und Litauen bei Zarasai (Akmuo su debeniu, Šilalės Aukuro akmuo, Lūžų akmuo su dubeniu).

Bullauns
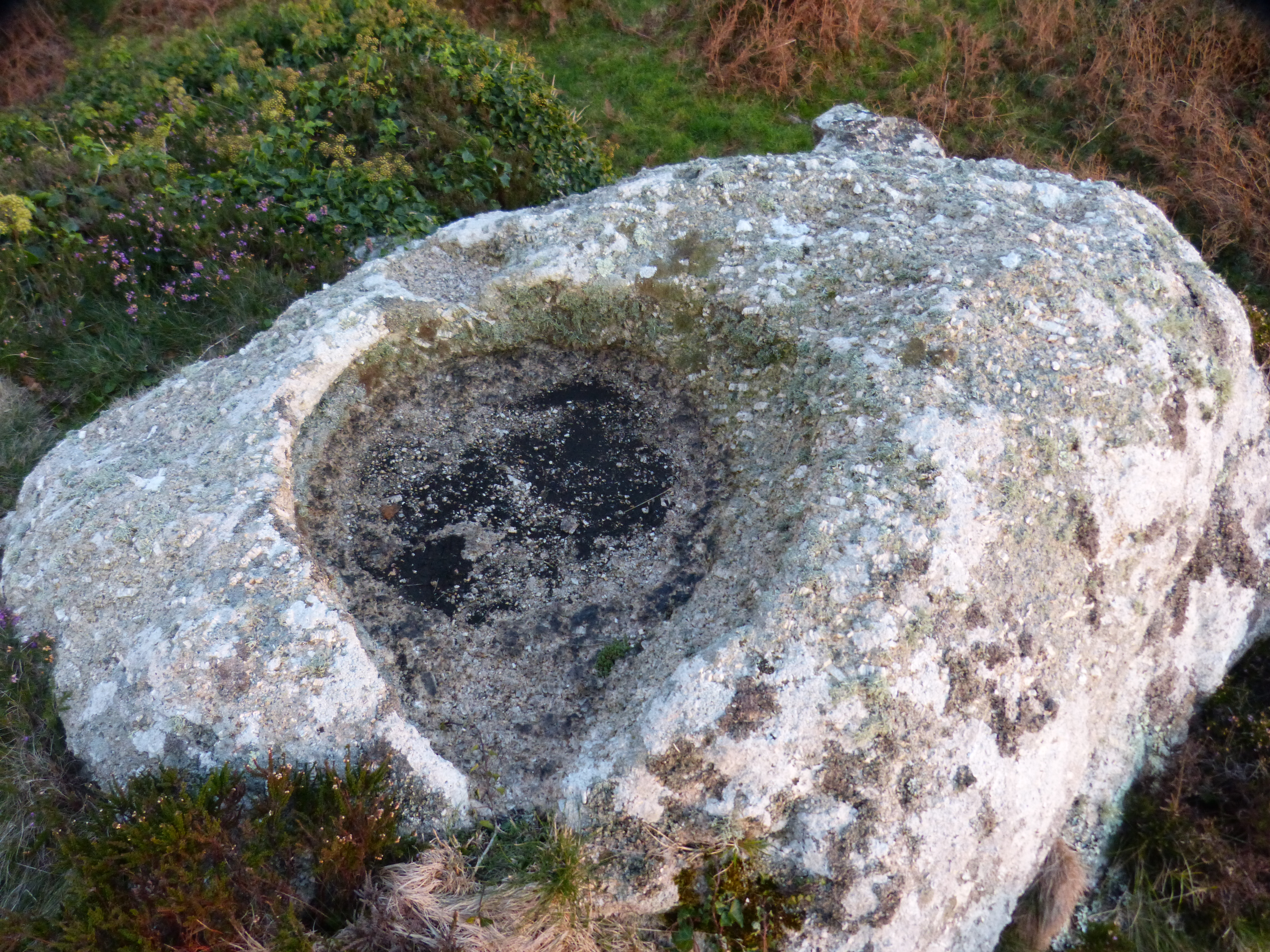
Bullaun vom Rosewall Hill
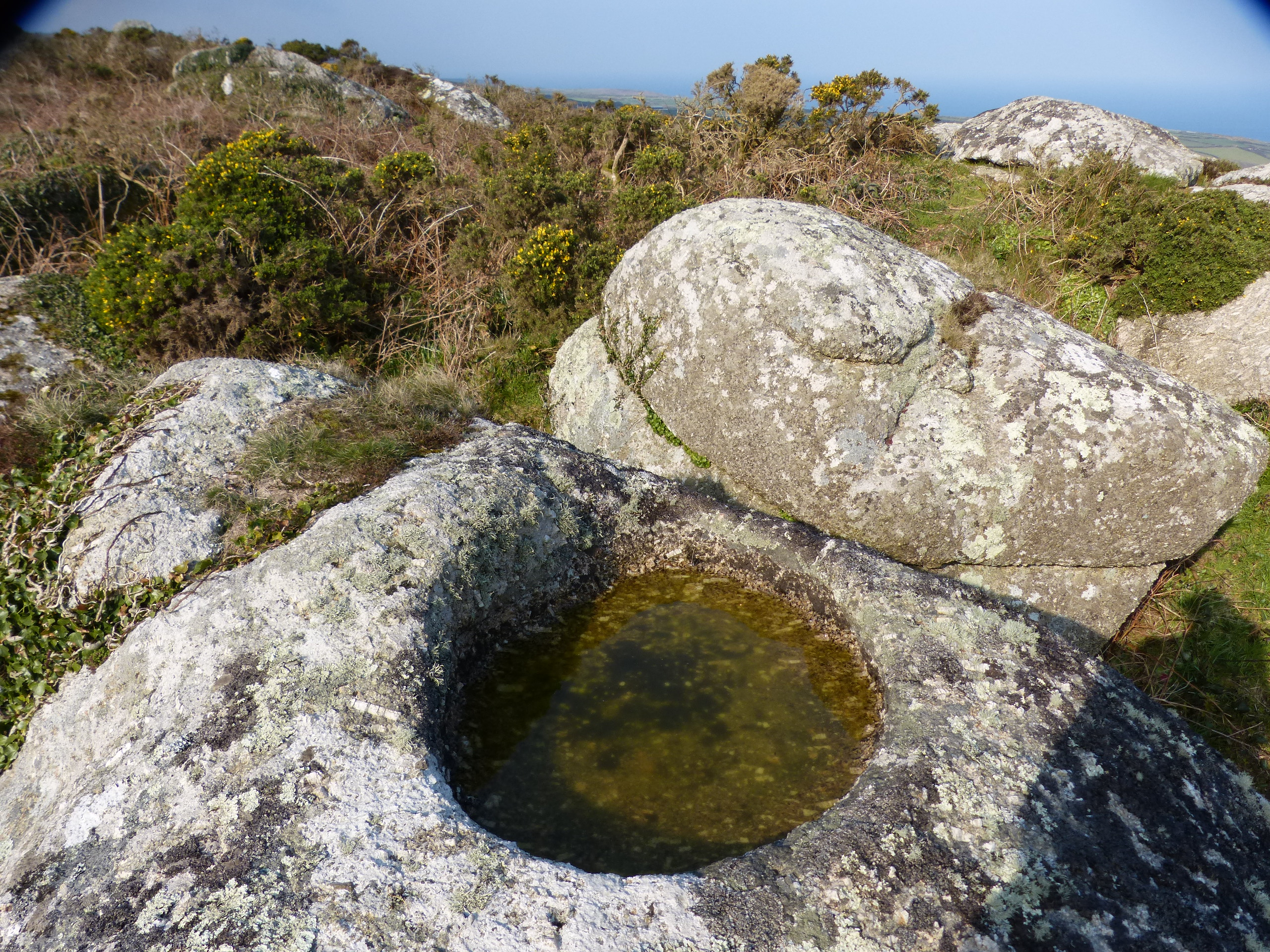
Trevalgan Bullaun, Cornwall